# Cryptophagus concolor
Cryptophagus concolor is een keversoort uit de familie harige schimmelkevers (Cryptophagidae). De wetenschappelijke naam van de soort werd in 1837 gepubliceerd door William Kirby.